# Hồ Sai
Hồ Sai (西湖 (Tây hồ) Sai-ko, gọi theo kiểu Việt là "hồ Tây"), là hồ thứ tư và sâu thứ hai trong những hồ Phú Sĩ Ngũ Hồ, nằm ở phía nam tỉnh Yamanashi gần chân núi Phú Sĩ ở Nhật Bản. Hồ nằm trong biên giới của vườn quốc gia Fuji-Hakone-Izu.
Đô sâu tối đa của hồ là 71,1 mét (233 ft), độ cao bề mặt khoảng 900 m (3.000 ft) giống hồ Motosu và hồ Shōji, ba hồ này ban đầu là một hồ duy nhất, nhưng sau đó bị chia cắt bởi dòng dung nham chảy từ núi Phú Sĩ trong vụ phun trào. Tàn dư của dòng dung nham vẫn còn dưới rừng Aokigahara, dù vậy ba hồ này vẫn được kết nối với nhau bằng đường thủy ngầm.
Hồ Sai không có hệ thống thoát nước tự nhiên, nhưng có một kênh nhân tạo nối với hồ Kawaguchi. Cũng như các Phú Sĩ Ngũ Hồ khác. Hồ được biết là một khu nghỉ mát nổi tiếng, với nhiều khách sạn gần ven hồ, lướt ván, tiện nghi cho cắm trại và du ngoạn. Cá chép Nhật Bản, wakasagi và kunimasu đã được đưa vào hồ thời Meiji, câu cá là một việc phổ biến ở đây.
Tuy nhiên với loài cá kunimasu, được đưa vào một số hồ ở Nhật Bản vào thời Taishou đã tuyệt chủng, cho đến năm 2010 được phát hiện lại còn một số con ở hồ Sai.

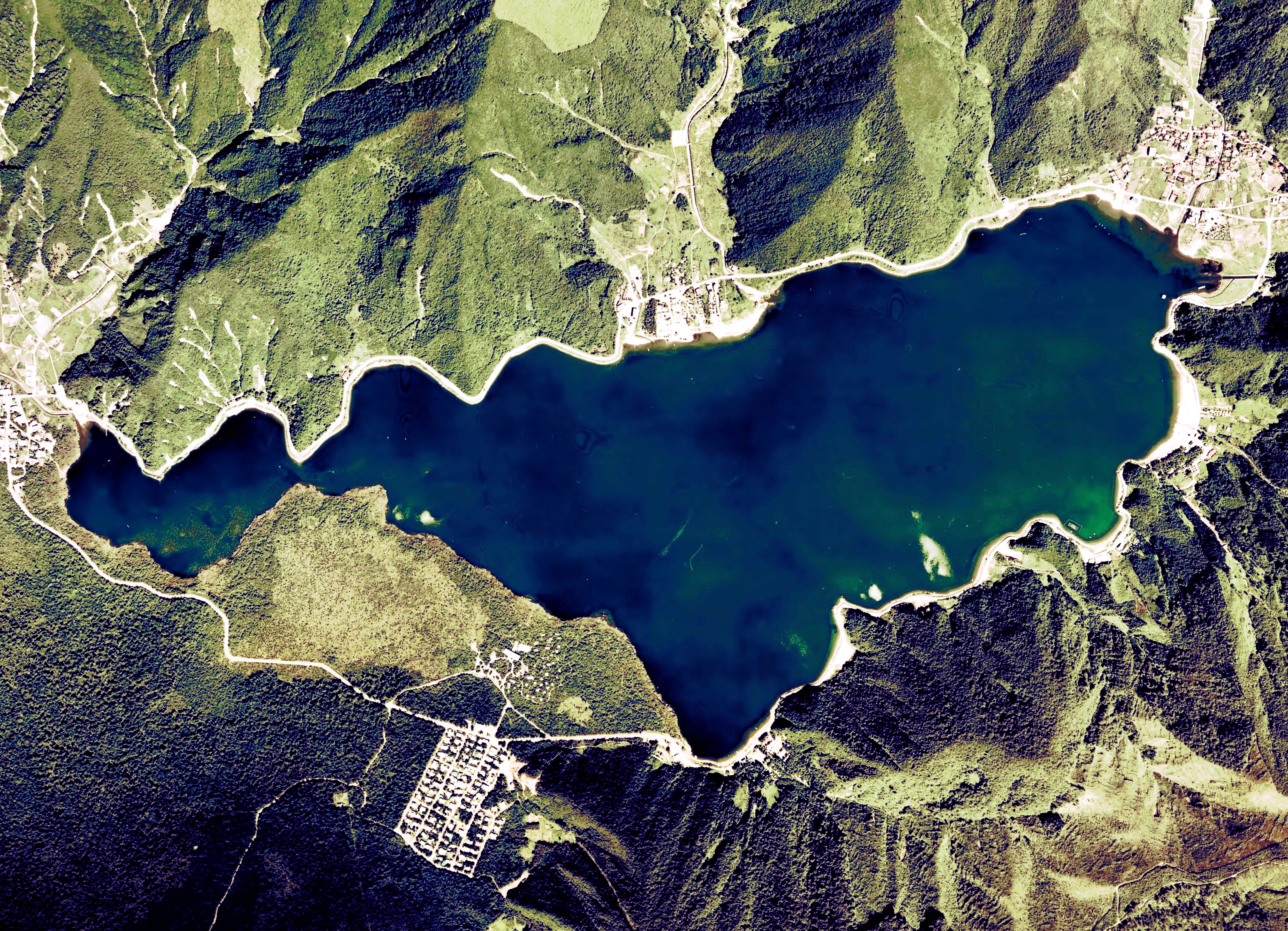
Ảnh vệ tinh của hồ
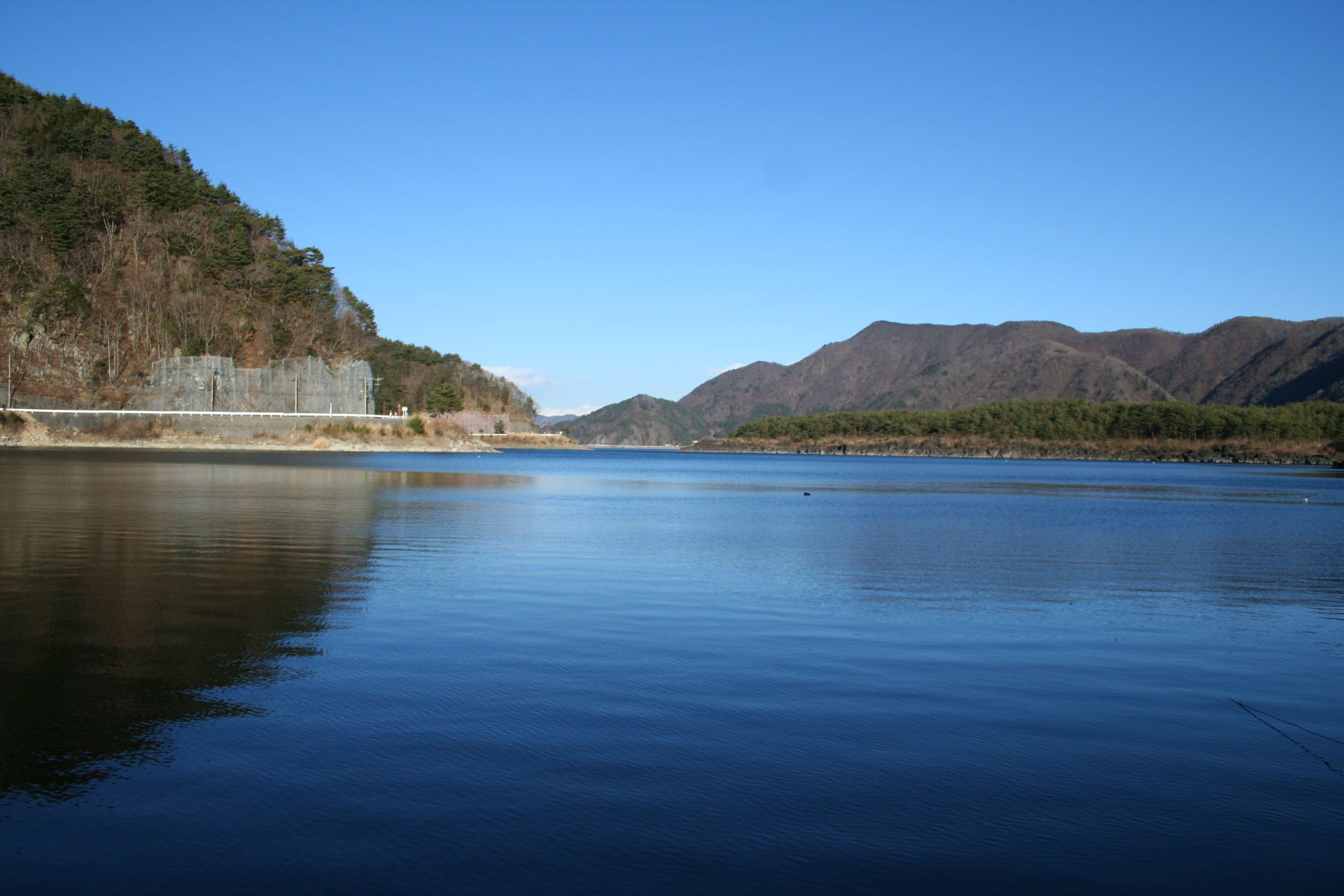
Hồ Sai từ phía Tây.
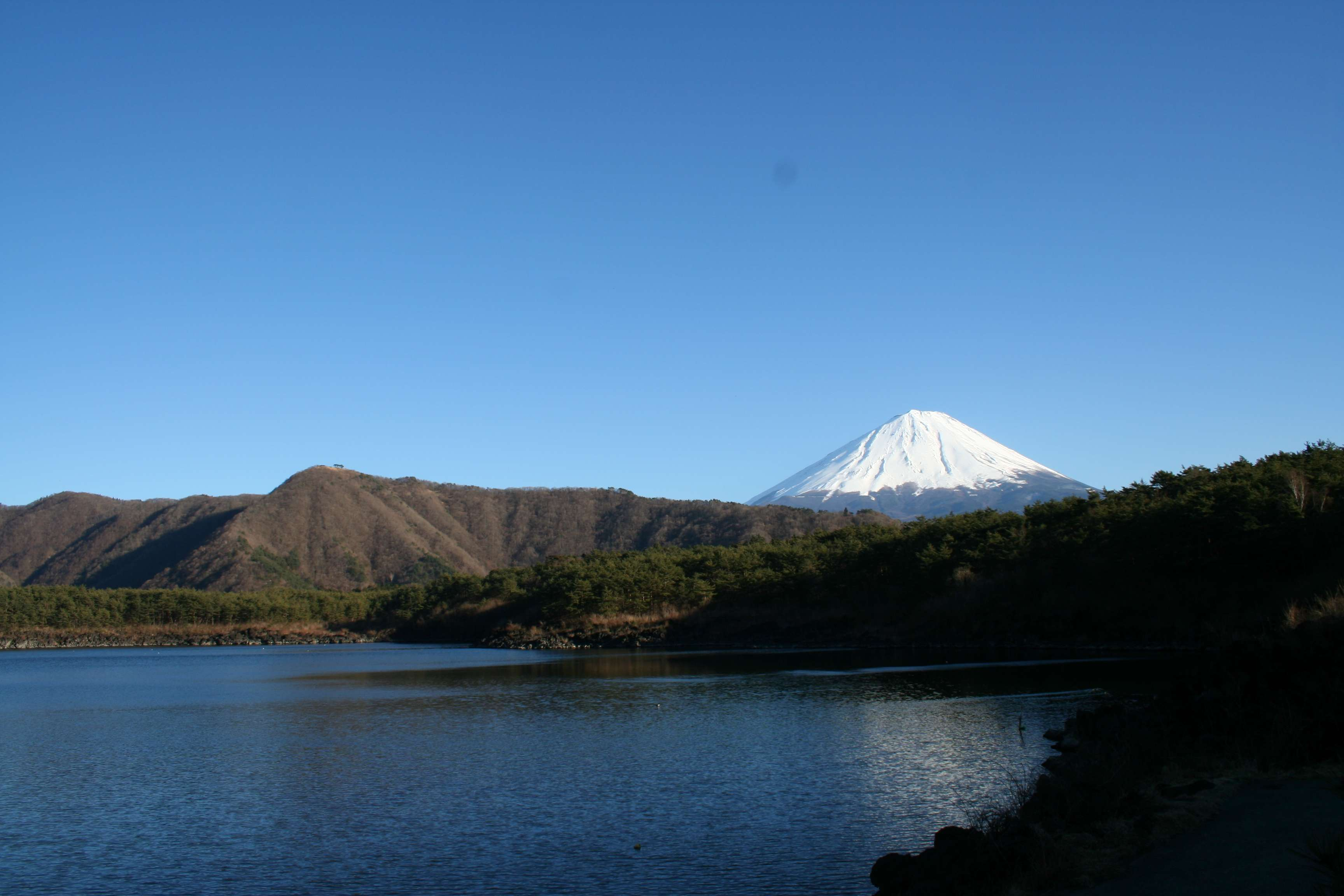
Hồ Sai từ phía Tây với núi Phú Sĩ đằng sau.